# Puits de Blomet
Le puits Blomet est un puits artésien foré à Paris, dans le secteur de la rue Blomet (15e arrondissement de Paris) en 1928 afin d'alimenter en eau chaude une nouvelle piscine publique.

## Historique
Le forage, le dernier réalisé anciennement à Paris, est entrepris en 1928 par l'entreprise Brochot, qui avait déjà foré quatre forages précédents entre 1903 et 1928. C'est le procédé du battage élastique qui est employé et la nappe aquifère de l'Albien est atteinte à 587 mètres. L'eau sous pression sort à une température de 28 degrés et est potable.

## Piscine Blomet
C'est pour alimenter la nouvelle piscine Blomet que ce forage est effectué. La construction de cette piscine publique, située au n°17 de la rue Blomet, fait partie d'un projet global de réhabilitation et de création de piscines et bains-douches voté en 1910 à Paris. Trois autres nouveaux établissements font partie de ce plan : la piscine de la Butte-aux-Cailles, la reconstruction de la piscine Rouvet (rue Rouvet), et les bains-douches de la rue de Buzenval
En 1960, à la suite de la rénovation de la piscine, l'alimentation par le puits artésien est abandonnée.